# سفیان بن دبکه
سفیان بن دبکه (انگلیسی: Sofiane Bendebka؛ زادهٔ ۹ اوت ۱۹۹۲) بازیکن فوتبال اهل الجزایر است.
از باشگاه‌هایی که در آن بازی کرده‌است می‌توان به باشگاه فوتبال نصر حسین دای اشاره کرد.
وی همچنین در تیم‌های ملی فوتبال الجزایر بازی کرده‌است.